# Eerste Kamerverkiezingen 1913
De Eerste Kamerverkiezingen 1913 waren reguliere Nederlandse verkiezingen voor de Eerste Kamer der Staten-Generaal. Zij vonden plaats op 8 juli 1913.
De verkiezingen werden gehouden voor een derde deel van de zittende leden van de Eerste Kamer van wie de zittingstermijn afliep. Bij deze verkiezingen kozen de leden van Provinciale Staten - die bij de Statenverkiezingen in juni 1913 gekozen waren - in negen kiesgroepen naar provincie zestien nieuwe leden.
De uitslag van de verkiezingen was als volgt:
| Partij                                | Zetels | Zetels | Zetels | Zetels | Zetels | Zetelverdeling naar provincie | Zetelverdeling naar provincie | Zetelverdeling naar provincie | Zetelverdeling naar provincie | Zetelverdeling naar provincie | Zetelverdeling naar provincie | Zetelverdeling naar provincie | Zetelverdeling naar provincie | Zetelverdeling naar provincie | Zetelverdeling naar provincie | Zetelverdeling naar provincie |
| Partij                                | 1910   | Af     | Bij    | 1913   | +/−    | Gr                            | F                             | D                             | O                             | Ge                            | U                             | NH                            | ZH                            | Z                             | NB                            | L                             |
| ------------------------------------- | ------ | ------ | ------ | ------ | ------ | ----------------------------- | ----------------------------- | ----------------------------- | ----------------------------- | ----------------------------- | ----------------------------- | ----------------------------- | ----------------------------- | ----------------------------- | ----------------------------- | ----------------------------- |
| Algemeene Bond                        | 18     | 4      | 4      | 18     | 0      |                               |                               |                               | 1                             | 3                             | 1                             |                               | 4                             |                               | 6                             | 3                             |
| Liberale Unie                         | 15     | 5      | 6      | 16     | +1     | 3                             | 3                             | 1                             |                               |                               |                               | 8                             |                               | 1                             |                               |                               |
| Anti-Revolutionaire Partij            | 9/10   | 5      | 4      | 9      | −1     |                               |                               |                               | 1                             | 2                             | 1                             |                               | 4                             | 1                             |                               |                               |
| Christelijk-Historische Unie          | 5/4    | 1      | 1      | 4      | 0      |                               |                               |                               | 1                             | 1                             |                               |                               | 2                             |                               |                               |                               |
| Vrijzinnig-Democratische Bond         | 0/3    | 1      | 0      | 2      | −1     |                               |                               | 1                             |                               |                               |                               | 1                             |                               |                               |                               |                               |
| Sociaal-Democratische Arbeiderspartij | 0      | 0      | 1      | 1      | +1     |                               | 1                             |                               |                               |                               |                               |                               |                               |                               |                               |                               |
| Bond van Vrije Liberalen              | 3/0    | 0      | 0      | 0      | 0      |                               |                               |                               |                               |                               |                               |                               |                               |                               |                               |                               |
| totaal                                | 50     | 16     | 16     | 50     | 0      | 3                             | 4                             | 2                             | 3                             | 6                             | 2                             | 9                             | 10                            | 2                             | 6                             | 3                             |

## Gekozenen
Bij deze verkiezingen waren zestien leden aftredend, van wie tien herkozen werden. De stemmingen voor de overige vacatures hadden de volgende resultaten:
- Door Provinciale Staten van Friesland werd Edo Bergsma (Liberale Unie) gekozen in de vacature ontstaan door het aftreden van Wilco van Welderen Rengers die had aangegeven niet herkiesbaar te zijn.
- Door Provinciale Staten van Friesland werd Henri van Kol (Sociaal-Democratische Arbeiderspartij) gekozen in de vacature ontstaan door het aftreden van Conrad van Deventer (Vrijzinnig-Democratische Bond) die had aangegeven niet herkiesbaar te zijn.
- Door Provinciale Staten van Noord-Holland werd Douwinus van Houten (Liberale Unie) gekozen in de vacature ontstaan door het aftreden van Melchert de Jong die had aangegeven niet herkiesbaar te zijn.
- Door Provinciale Staten van Zuid-Holland werd Abraham Kuyper (Anti-Revolutionaire Partij) gekozen in de vacature ontstaan door het aftreden van Hendrik Waller die had aangegeven niet herkiesbaar te zijn.
- Door Provinciale Staten van Zeeland werd Abraham Fokker (Liberale Unie) gekozen die de aftredende afgevaardigde Christiaan Lucasse (Anti-Revolutionaire Partij) versloeg met 22 tegen 18 stemmen.
- Door Provinciale Staten van Noord-Brabant werd Louis Regout (Algemeene Bond) gekozen in de vacature ontstaan door het aftreden van Willem Prinzen die had aangegeven niet herkiesbaar te zijn.

De zittingsperiode van de Eerste Kamer ging in op 16 september 1913. De zittingstermijn van de gekozen Kamerleden bedroeg negen jaar.
*1850 · 1853 · 1856 · 1859 · 1862 · 1865 · 1868 · 1871 · 1874 · 1877 · 1880 · 1883 · *1884 · 1887 (I) · *1887 (II) · *1888 · 1890 · 1893 · 1896 · 1899 · 1902 · *1904 · 1907 · 1910 · 1913 · 1916 · *1917 · 1919 · *1922 · *1923 · 1926 · 1929 · 1932 · 1935 · *1937 · *1946 · *1948 · 1951 · *1952 · 1955 · *1956 (I) · *1956 (II) · 1960 · *1963 · 1966 · 1969 · *1971 · 1974 · 1977 · 1980 · *1981 · *1983 · *1986 · 1987 · 1991 · 1995 · 1999 · 2003 · 2007 · 2011 · 2015 · 2019 · 2023

* algemene verkiezingen in verband met vervroegde ontbinding van de Eerste Kamer

vanaf 1987 bedraagt de vaste zittingstermijn van de Eerste Kamer vier jaar